# Werner Sengenhoff
Werner Sengenhoff (* 7. April 1906 in Dorstfeld; † 6. Dezember 1944 in Niedermarsberg) war ein deutscher Psychiater, der im Rahmen der NS-Krankenmorde an der „Kinder-Euthanasie“ beteiligt war.

## Leben
Sengenhoff absolvierte nach dem Ende seiner Schullaufbahn ein Medizinstudium, das er an der Universität Münster mit Promotion zum Dr. med. abschloss. Seine Dissertation „Ein Fall von dicephalus, diauchenos, dibrachius, dipus mit besonderer Berücksichtigung der Kreislaufverhältnisse“ wurde 1936 veröffentlicht.
Sengenhoff hatte bereits während seiner Studienzeit in Düsseldorf den NS-Studentenbund mitbegründet und war 1931 der NSDAP beigetreten. Beim NSKK betätigte er sich als Sturmarzt und engagierte sich später bei der Hitlerjugend (HJ) als HJ-Bannarzt.
Ab 1936 war Sengenhoff als Oberarzt bei der Anstalt Dortmund-Aplerbeck angestellt. Im November 1940 übernahm Sengenhoff die neu eingerichtete – euphemistisch genannte – „Kinderfachabteilung“ bei der von Theodor Steinmeyer geleiteten Jugendpsychiatrie (St.-Johannes-Stift) in Niedermarsberg. Mit Sengenhoff nahmen am Johannesstift zwei NS-Schwestern ihre Tätigkeit auf und arbeiteten in der abgeschirmten „Kinderfachabteilung“ im Tagdienst. Die Nacht- und Sonntagsdienste wurden von Ordensschwestern übernommen. Zur Ermordung bestimmter Kinder verabreichten ihnen die „braunen Schwestern“ ein Cocktail mit tödlich wirkenden Veronal- oder Luminalgaben. Wenn die Kinder nicht innerhalb weniger Stunden starben, erhielten sie von Sengenhoff noch eine tödliche Giftspritze. Die Kindermorde blieben jedoch trotz des konspirativen Vorgehens aufgrund steigender Todesrate der Öffentlichkeit nicht verborgen. Sengenhoff wurde schließlich „Dr. Sensenhoff“ und „Engelmacher“ genannt. Aufgrund des öffentlichen Aufsehens wurde die „Kinderfachabteilung“ vom Johannesstift im Dezember 1941 zur Anstalt Dortmund-Aplerbeck verlagert, wo Theodor Niebel die „Kinderfachabteilung“ leitete. Am Johannesstift wurden nachweislich wenigstens 36 Kinder ermordet.